# West Coast Resurrection
West Coast Resurrection – trzeci niezależny album amerykańskiego rapera Game’a. Został wydany 29 marca, 2005 roku dla wytwórni Get Low Recordz. Album uzyskał jeszcze większy sukces, niż poprzednie kompozycje, uplasował się na 53. miejscu na Billboard 200, 24. na Top R&B/Hip-Hop Albums, 2. na Independent Albums i 53. na Billboard Comprehensive Albums.

## Lista utworów
1. „Intro”
2. „The Streetz of Compton” (ft. JT The Bigga Figga)
3. „Blacksox” (ft. JT The Bigga Figga & Bluechip)
4. „Krush Groove” (ft. JT The Bigga Figga, Nina B & Get Low Playaz)
5. „Troublesome”
6. „Rookie Card” (ft. JT The Bigga Figga)
7. „Promised Land”
8. „Gutta Boyz” (ft. Sean T)
9. „Put It in the Air” (ft. Sky Balla)
10. „Desparados”
11. „100 Barz and Gunnin'”
12. „Work Hard” (ft. JT The Bigga Figga, Bluechip, Nina B & Get Low Playaz)
13. „Untold Story” (ft. Tee-Uk)
14. „Outro"